# Auf der Universität
Auf der Universität ist der Titel einer Novelle von Theodor Storm. Das 1862 entstandene Werk hat das tragische Schicksal eines attraktiven Mädchens aus der Unterschicht zum Gegenstand. Als Tanzpartnerin eher zufällig in die bürgerliche Gesellschaft eingeführt, geht die junge Frau, am Standesdünkel ihrer Umgebung verzweifelnd, eine Verbindung mit einem reichen, gewissenlosen Studenten ein. Zukunftslos flieht sie in den Freitod.

## Struktur, Zeit, Ort, Personen
Die Handlung wird vom Ich-Erzähler in acht betitelten Kapiteln episodenhaft berichtet. Die Begebenheiten ziehen sich über mehrere Jahre hin, die Darstellung  zerfällt in zwei Zeitabschnitte. Die ersten vier Kapitel erzählen die Vorgeschichte, nach einem Zeitsprung schließt die dramatische Zuspitzung an.
Die Geschichte spielt im norddeutschen Teil des Dänischen Gesamtstaates im 19. Jahrhundert zur Jugendzeit Storms.
Die Hauptpersonen:
- Lenore Beauregard, Tochter eines Flickschneiders französischer Herkunft, zu Beginn dreizehn Jahre alt
- Ich-Erzähler, der mit Philipp angesprochen wird, Sekundaner der Lateinschule, später Student der Rechtswissenschaften
- Christoph Werner, Freund des Erzählers, ergreift den Beruf des Schreiners, später erfolgreich im Möbelhandel
- Fritz, Sohn des Bürgermeisters, Schulfreund des Erzählers und später dessen Kommilitone in Heidelberg
- Der fremde Student, ohne Namen, genannt der Rauhgraf, ein als schön beschriebener junger Mann, rücksichtslos und auf das eigene Vergnügen bedacht
- Lenores Eltern, „Monsieur“ Beauregard, Enkel eines Ofenheizers am Hofe Ludwigs XVI.; Margrethe, Lenores Mutter, eine Köchin. Beide versterben frühzeitig.

## Handlung
1. Lore. – Die acht Sekundaner der kleinstädtischen Lateinschule finden nur sieben standesgemäße junge Damen für den Tanzunterricht. Fritz gelingt es gemeinsam mit dem Ich-Erzähler (Philipp), die Schneiderstochter Lenore zu gewinnen.
2. In der Tanzstunde. – Nach Lenores anfänglicher Ablehnung durch die Bürgerstöchter der Honoratioren des Städtchens findet die Tanzstunde regelmäßig statt. Auf dem Abschlussball kommt es beinahe zum Eklat, als Lenores Vater auftritt, um seine Tochter beim Tanzen zu sehen.
3. Auf dem Mühlenteich. – Neujahr ist vorüber. Fritz, Christoph und der Erzähler haben großes Gefallen an Lenore gefunden. Beim volkstümlichen Schlittschuhlaufen lässt sich Lenore in einem Sitzschlitten über das Eis fahren. Dem Erzähler gelingt es, von Lenore unbemerkt, die Stelle des Schlittenführers einzunehmen. Als Lenore den Betrug entdeckt, ignoriert der Erzähler deren Protest, droht ihr, sie auf unsicheres Eis zu fahren. Es kommt zu einer Schlägerei mit dem eifersüchtigen Christoph, der beide verfolgt hat, und bei der der Erzähler bewusstlos zu Boden geht. Christoph bereut seine Tat aufrichtig, beide versöhnen sich am folgenden Tag. Der Erzähler nimmt sich vor, auch etwas vom Tischlerhandwerk lernen zu wollen, wodurch die Freundschaft besiegelt wird.
4. Im Schloßgarten. – Der Frühling hat begonnen, der Erzähler ist Primaner an der Lateinschule geworden. Beim Jahrmarkt vergnügt sich Lenore beim Karusellfahren mit Ringstechen. Da sie sich dabei geschickt anstellt, sich „freigeritten“ hat, darf sie kostenlos weiter fahren. Der verliebte Erzähler begleitet Lenore bei einbrechender Dunkelheit durch den Schlosspark zu deren elterlichem Haus. Der Erzähler wechselt im folgenden Winter auf ein mitteldeutsches Gymnasium.

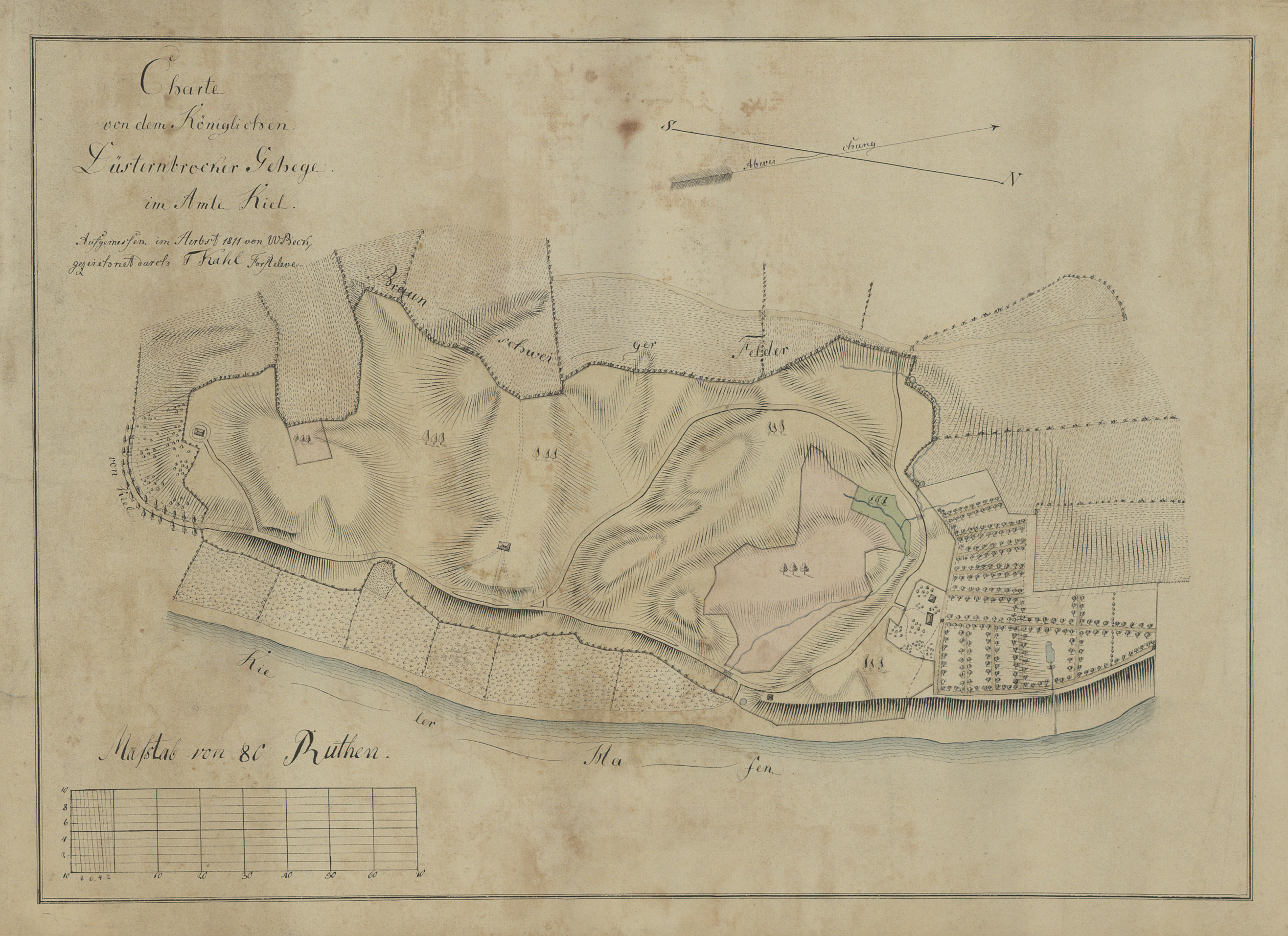
Das Düsternbrooker Gehölz als Schauplatz von Storms Novelle (Quelle: Landesarchiv Schleswig-Holstein)

5. Auf der Universität. – Einige Jahre später. Der Erzähler hat drei Jahre auf einer ausländischen Universität (Heidelberg) studiert, gemeinsam mit seinem Jugendfreund Fritz. Um das juristische Examen abzulegen, kehrt er an die Landesuniversität (ungenannt, Kiel) zurück, um das vorgeschriebene Studienjahr zu absolvieren. Er sieht Lenore zufällig anlässlich einer vergnüglichen Kahnfahrt wieder. Auch Christoph trifft er, der erfolgreich im Möbelhandel ist. In einem Rückblick lässt er sich von einer ihm bekannten Näherin, der „lahmen Marie“, über Lenore berichten. Nach dem Tod der Eltern lebt diese bei einer Verwandten und hat sich mit dem „Rauhgrafen“ eingelassen, einem reichen, fremden Studenten. Dem Erzähler wird die denkwürdige Begegnung beider berichtet, bei der es dem Studenten gelungen war, mittels der Einladung zu einem Ritt auf seinem teuren Pferd, sie für sich zu gewinnen. Der fremde Student ist bei den Handwerkerburschen verhasst, da er diesen ihre Mädchen abspenstig macht. Auch Christoph fühlt sich vom „Rauhgrafen“ provoziert und verpasst ihm wegen Lenore eine Tracht Prügel. Am folgenden Tag sieht sich Christoph daher gezwungen, die Stadt zu verlassen. Beim Abschied macht er dem Erzähler Vorhaltungen, die „Lateiner“ hätten Lenore nicht als Ersatz für eine fehlende Tanzpartnerin benutzen dürfen.
6. Ein Spaziergang. – Es ist August. Der Erzähler unternimmt einen Spaziergang zu einer Waldschänke (ungenannt, die Gaststätte Sanssouci im Düsternbrooker Gehölz bei Kiel), in der die Korpsstudenten ihre Kneipabende abhalten. Dort hört er Studenten über einen bevorstehenden Ball sprechen, dem „Hexensabbat“. Es wird auch über Lenore als die „Gräfin“ geklatscht, da sie als Mädchen des „Rauhgrafen“ gilt.
7. Draußen im Walde. – Der Erzähler lässt sich wieder von Marie Einzelheiten über Lenore berichten. Zwischen dieser und Christoph besteht ein (etwas halbherziges) Verlöbnis. Lenore habe nun von Christophs Absichten erfahren, in die Meistersfamilie an seinem neuen Wohnort einzuheiraten. Aus Wut und Enttäuschung über Christophs (vermeintliche) Absichten hat sie sich ganz dem „Rauhgrafen“ zugewandt, hat sich ein teures Ballkleid zugelegt und besucht die studentischen Tanzabende. Der Erzähler begibt sich zum angekündigten „Hexensabbat“ in die Waldschänke. Lenore und der „Rauhgraf“ sind wie erwartet anwesend. Der Erzähler sucht eine Gelegenheit, mit Lenore allein zu sprechen. Sie gibt ihm einen Brief von Christoph zu lesen, den sie am selben Tag erhalten hat. Darin klärt er die Missverständnisse auf und lädt Lenore ein, zu ihm zu kommen. Doch Lenore glaubt sich dem schönen fremden Studenten verfallen und sieht keine gemeinsame Zukunft mit dem Handwerker Christoph.
8. Am Strand. – Während eines gemeinsamen Spaziergangs Fritz’ und des Erzählers am Strand (ungenannt, an der Kieler Förde in der Nähe des Carl-Loewe-Wegs) erfahren sie vom Fund einer Ertrunkenen. Sie eilen zu der Toten. Es handelt sich um Lenore.

## Sonstiges
Die Waldschänke Sanssouci existiert nicht mehr. An der fraglichen Stelle befindet sich heute ein Gedenkstein mit der Inschrift „Auf der Universität“ und eine Erläuterungstafel. Für die Handlung der Novelle ist der Ortsbezug ohne Belang.